# Chip 'n Dale: Rescue Rangers (videojuego)
Chip 'n Dale: Rescue Rangers (también conocido como Disney's Chip 'n Dale: Rescue Rangers) es un videojuego lanzado por Capcom en 1990 para la videoconsola Nintendo Entertainment System. Está basado en la serie animada homónima.

## Historia
El juego comienza con una escena que muestra a Gadget advirtiendo a Chip y Dale de los planes de Fat Cat. La misión será detenerlo. Luego de avanzar algunos niveles Gadget es secuestrada por Fat Cat y los protagonistas deberán rescatarla.

## Sistema de juego
Chip n' Dale: Rescue Rangers es un juego de plataformas con scroll horizontal. Se puede jugar en un modo de un jugador (posibilitando elegir a cuál de los dos protagonistas controlar) o de a dos jugadores en un modo de juego cooperativo (donde el primer jugador será Chip y el segundo Dale). Los diferentes niveles son presentados en un mapa al estilo de Super Mario Bros. 3 y Super Mario World, permitiendo al jugador elegir el orden en que los superará e incluso cuáles evitará. Los protagonistas pueden saltar, agacharse y recoger objetos para luego lanzarlos como forma de defenderse y derrotar a los enemigos. Durante el transcurso de cada nivel hacen apariciones esporádicos otros personajes de la serie que brindarán ayuda al jugador.

## Secuela
Capcom lanzó en el 10 de diciembre de 1993 una secuela titulada Chip 'n Dale: Rescue Rangers 2, en el que se mantiene el sistema de juego.

## Teléfonos móviles
En mayo de 2010 se publicó un juego de Chip 'n Dale: Rescue Rangers para teléfonos móviles.